# 巴拉顿塞迈什
巴拉顿塞迈什（匈牙利語：Balatonszemes）是匈牙利绍莫吉州所辖的一个村。总面积36.02平方公里，总人口1772，人口密度49.2人/平方公里（2011年1月1日）。